# Nops sublaevis
Nops sublaevis  (лат.) — вид мелких пауков рода Nops из семейства Caponiidae. Южная Америка: Венесуэла. Длина от 5 до 6 мм.
Вид Nops sublaevis был впервые описан в 1893 году французским арахнологом Эженом Симоном (1848—1924). Таксон Nops sublaevis включён в состав рода Nops MacLeay, 1839 вместе с Nops coccineus и другими видами.